# 鄭男
鄭 男（チョン・ナム、朝鮮語: 정남、1941年9月19日 - 2012年9月5日）は、大韓民国のジャーナリスト、政治家。第11・12代韓国国会議員、韓国ボクシング委員会会長を歴任した。
本貫は河東鄭氏。元東満洲独立軍総管の鄭鎮河は祖父。

## 経歴
京城府（現・ソウル特別市）出身。京畿高等学校、ソウル大学校外交学科卒。京郷新聞駐日特派員・政治部長・外信部長・論説委員・編集局副局長を歴任した後に政界入りし、1981年3月の第11代総選挙で民主正義党の候補としてソウル市江東区から国会議員に初当選した。国会議員2期のほか、韓日議員連盟常任幹事・副幹事長、国会運営委員・内務委員・ソウルオリンピック特別委員会委員、民主正義党院内副総務、第13代韓国ボクシング委員会会長（1984年10月から1988年6月まで）、世界ボクシング評議会（WBC）副会長、株式会社デコ顧問などを務めた。
2012年9月5日に死去。享年71。